# Alzina de la Font de Can Massanet
L'Alzina de la Font de Can Massanet és un arbre centenari, de grans dimensions, de l'espècie Quercus ilex (subsp. ilex). Està situada al municipi de Vilafant (Alt Empordà), prop del mas Can Puig Maçanet, sobre el marge d'un camí ombrívol que baixa al riu Manol des del nucli antic, a tocar d'una zona d'horts. Està catalogat com a arbre monumental per la Generalitat de Catalunya des de 1991.
Al peu de l'alzina hi brolla una font, procedent de les aigües freàtiques de la finca de Can Maçanet. Aquestes aigües, molt abundants, havien servit per abastar part de la població de Figueres entre 1917 i 1971. Actualment, però, l'aigua de la font no és apta per a l'ús de boca.
L'indret gaudeix d'una gran popularitat entre els veïns del municipi, que hi solien acudir a berenar els dies festius. El compositor Manuel Bertran i Pujol  va dedicar-li la sardana La font de Can Massanet, estrenada a Vilafant el 16 de setembre de 1952 per la festa major de Sant Cebrià.

## Característiques
L'alzina té una alçària total de 18 metres, amb una capçada mitjana de 23,2 metres i una volta de canó de 3,46 metres. El tronc està lleugerament inclinat i es fixa al marge del camí amb unes arrels de grans dimensions que queden parcialment al descobert. Es desconeix l'edat concreta de l'arbre, malgrat que se sap que és un arbre centenari, ja que se'n tenen referències des de principis del segle xx. Coordenades UTM ED50 (m): X 494726 Y 4677131.